# Betty Favre

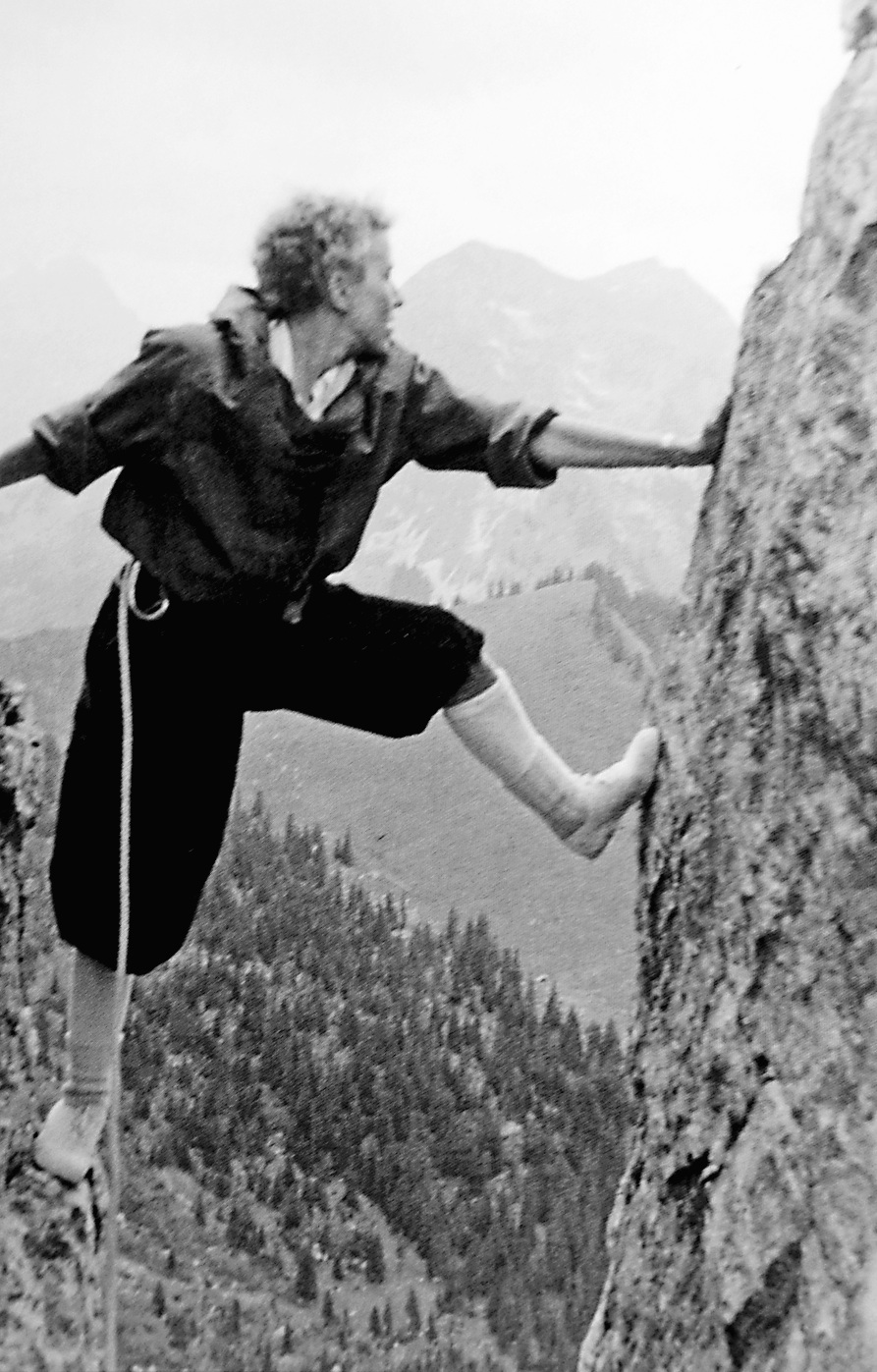
Betty Favre

Berthe «Betty» Favre, geboren als Berthe Poschung (* 1918 in Abländschen; † 1977), war eine Schweizer Bergsteigerin, Fotografin und Autorin.

## Leben

### Herkunft, Jugend, Privatleben
Betty Favre wuchs in Château-d’Oex, einem kleinen Weiler am Fuss des Gebirgszug der Gastlosen im Kanton Waadt, in bescheidenen Verhältnissen auf. In ihrer frühen Jugend war sie viel in der Natur unterwegs, kletterte auf Bäume, kroch in Wiesen herum und lauschte den Berichten von Bergsteigern. Als Sechzehnjährige wurde sie von Freunden auf die ersten Klettertouren mitgenommen; diese entfachten ihre Begeisterung für den Fels. Sie heiratete ihren neun Jahre älteren Jugendfreund Ernest Favre; mit diesem verband sie die Freude an den Bergen, am Bergsteigen und am Radfahren.

### Bergsteigerin
Sie bildete mit ihrem Ehemann und dem 1919 geborenen Louis-Maurice Henchoz in den 1940er- und 1950er-Jahren eine Seilschaft, der schwierigste Kletterrouten und Erstbegehungen gelangen, vor allem in den heimischen Gastlosen, aber auch im Granit des Bergells und des Gotthardgebiets. Henchoz stammte wie Betty und Ernest Favre aus Château-d’Oex.
Die Tourenliste des Trios ist beeindruckend, sie haben alle grossen und wichtigen Touren in ihrer Zeit gemacht. Betty war bei diesen Touren oft die Seilerste, da sie über Nervenstärke und ein gutes Gefühl für den Fels verfügte. Besonders berühmt ist ihre Erstbegehung des Salbitschijen-Westgrates im Juni 1948, der lang und ausgesetzt ist. Selbst heute mit eingerichteten Standplätzen und schnellem Zustieg von der Salbithütte ist eine reine Kletterzeit von 12 bis 14 Stunden realistisch, die Schwierigkeiten sind rund um VI-; Begehungen daher nicht sehr häufig.
Viele andere Erstbegehungen und wesentliche Wiederholungen gelangen dem Trio in den Waadtländer Alpen und den Gastlosen, beides die Berge ihrer unmittelbaren Heimat. Hier gelang ihnen 1956 die Erstbegehung der Douve-Nordwand im Gummfluh-Massiv.
In vielen Wiederholungen war Favre die erste Frau und zwar, ohne dass dies von ihr wirklich so geplant war. Es hat sich so ergeben, so zum Beispiel die erste Damenbegehung der Nordostwand des Piz Badile.

### Radfahrerin
Favres gute Kondition erwies sich auch beim Fahrradfahren: So radelten Favre und ihr Ehemann innerhalb einer Woche aus ihrem Heimatort nach Paris zum Besuch der Weltausstellung und wieder zurück. Ihre Hochzeitsreise führte sie per Fahrrad nach Marseille, per Schiff nach Algier, von dort per Fahrrad in das Atlasgebirge und über Oran und Marseille wieder nach Hause – alles innerhalb von vier Wochen. Dies ist insbesondere eine gute Leistung, da die Fahrräder zu dieser Zeit keine Schaltung besassen und der Zustand der Strassen eher schlecht war.

### Fotografin und Lyrikerin
Favre fotografierte und schrieb Artikel in der alpinen Presse über ihre Unternehmungen, zum Beispiel über Damenbegehungen, Erstbegehungen oder über eine Skiabfahrt vom Hundsrügg am Weihnachtsabend 1948. Ihre Fotos waren von ausgezeichneter Qualität. So gab sie 1950 gemeinsam mit Henchoz und Louis Seylaz einen Band heraus, der durchgehend mit Schwarz-Weiss-Fotos von Favre illustriert ist. Ihm folgte ein Band über die Pierreuse, das größte Naturschutzgebiet der Westschweiz mit einer reichen Flora und Fauna. Favre fotografierte Tiere, deren Spuren im Schnee, Eiskristalle und Lichtstimmungen, und schrieb dazu Gedichte.
Sie starb 1977.

## Begehungen

### Erstbegehungen (Auswahl)
- 1948: 1. Beg. Jegihorn-Südwand Favre-Henchoz-Führe, (Baltschiedertal)
- 1948: 1. Übergang Salbit-Turm IV zum Turm V, (Urner Alpen)
- 1948: 1. Beg. Salbitschijen-Westgrat (VI-/A1) (Urner Alpen)
- 1952: 1. Frauenbeg. Piz Badile-Nordostwand Cassin (V+/A0, 900 m) (Bergell)
- 1956: 1. Beg. La Douve-Nordwand, (Gummfluh-Massiv, Westschweiz)
- 1. Beg. Pucelles-Südostwand, (Gastlosen)
- 1. Beg. Sattelspitzen-Groß Turm-Südwand, (Gastlosen)

### Tourenliste (Auswahl)
- 1940: Piz Badile-Nordkante (V), (Bergell)
- 1940: Cacciabella-Nord, (Bergell)
- 1940: Ago di Sciora, (Bergell)
- 1940: Piz Cengalo, (Bergell)
- 1940: Salbitschijen-Südgrat (V+), (Urner Alpen)
- 1940: Salbit-Turm V vom Horefelli-Couloir, (Urner Alpen)
- 1945: Stockhorn-Südgrat (V+), (Walliser Alpen)
- Capucin, (V), (Gastlosen)
- Mont Blanc-Peutery-Südgrat, (Mont Blanc-Gebiet)
- Dent Blanche-Nordgrat, (Walliser Alpen)
- Zinalrothorn, (Walliser Alpen)

## Werke von Betty Favre (Auswahl)
- La Pierreuse. Gedichte und Fotos. Éditions de La Pierreuse, Château-d’Œx 1963.
- La Pierreuse, réserve vaudoise. Éditions de la Pierreuse, Château-d’Œx 1959.
- mit Louis Seylaz und Louis-Maurich Henchoz: Les Gastlosen. Éditions du Griffon, Neuchâtel 1950.